# 中山伝蔵
中山 伝蔵（なかやま でんぞう、1864年10月2日〈元治元年9月2日〉 - 1932年〈昭和7年〉5月2日）は、日本の剣道家である。

## 来歴
武蔵の坂浜（現在の東京都稲城市）生まれ。四谷の真貝忠篤の道場で田宮流の奥伝をうける。その後稲城で道場伝喜館を開き、1932年（昭和7年）に死去するまで剣道術を伝授した。